# Коста, Карлос
Ка́рлос Ко́ста и Масферрер (исп. Carlos Costa i Masferrer; р. 22 апреля 1968, Барселона) — испанский профессиональный теннисист, специалист по игре на грунте, а впоследствии спортивный агент. Бывшая десятая ракетка мира, победитель 11 турниров Гран-при и АТР в одиночном и парном разрядах.

## Спортивная карьера
Карлос Коста, не состоящий в родстве с другим известным испанским теннисистом Альбертом Костой, начал занятия теннисом с отцом и двумя старшими братьями в Королевском теннисном клубе. В 1986 году он выиграл юношеский чемпионат Испании.
С 1988 года Коста начал выступления в статусе профессионала, в августе в Вероне дошёл до первого в карьере финала турнира класса ATP Challenger, а в ноябре на Открытом чемпионате Южной Америки в Буэнос-Айресе уже завоевал с Хавьером Санчесом — братом ведущего испанского игрока Эмилио Санчеса — свой первый парный титул в турнирах Гран-при. За следующие пять лет Карлос ещё семь раз доходил до финала турниров Гран-при, а затем АТР-тура в парном разряде и выиграл четыре из них, в том числе три с другим испанским теннисистом Томасом Карбонелем. В 1990 году он также стал чемпионом Испании в паре с Франсиско Клаветом.
Одиночная карьера Косты прогрессировала медленней, чем парная. Свой первый «челленджер» в одиночном разряде он выиграл лишь в начале 1990 года. Летом следующего года во Флоренции он впервые дошёл до полуфинала в турнире АТР, но по-настоящему раскрылся весной 1992 года, выиграв два турнира АТР подряд, в том числе самый престижный на тот момент на территории Испании барселонский турнир. После этих побед он дошёл до финала Открытого чемпионата Италии, где впервые в карьере обыграл соперника из первой десятки мирового рейтинга — девятую ракетку мира Петра Корду, — и до четвёртого круга на Открытом чемпионате Франции. Меньше чем за полгода он проделал путь с 59-го до 10-го места в рейтинге, но остаток сезона провёл невыразительно, сумев лишь повторить парижский результат на Открытом чемпионате США.
В следующие два года Коста выигрывал по два турнира АТР за сезон, а до финалов доходил ежегодно вплоть до 1996 года. За это время он, хотя и не поднимался больше до уровня первой десятки рейтинга, сумел нанести несколько поражений соперникам, входящим в неё — включая победу в 1993 году над первой ракеткой мира Питом Сампрасом. В 1994 году дошёл со сборной Испании до финала командного Кубка мира, одержав в одиночном разряде четыре победы из четырёх возможных, в том числе в финале против представителя Германии Бернда Карбахера. Однако в паре с Карбонелем он проиграл парную встречу, а с ней и весь матч с общим счётом 2:1. В эти годы он играл за сборную также в Кубке Дэвиса, но не столь успешно, выиграв в общей сложности шесть встреч и проиграв пять. В 1996 году, уже на излёте карьеры, он принял участие в Олимпиаде в Атланте, но в первом же круге проиграл итальянцу Андреа Гауденци. Он продолжал выступать до 1999 года, выиграв за карьеру шесть турниров Гран-при и АТР-тура в одиночном и пять в парном разряде (все на грунтовых кортах), а также став двукратным чемпионом Испании в одиночном разряде. Помимо этого, на его счету было семь титулов в одиночном разряде в «челленджерах», последний из которых он выиграл летом 1998 года в Граце.

## Участие в финалах турниров Гран-при и АТР за карьеру (22)
| Легенда                     |
| --------------------------- |
| ATP Super 9 (1)             |
| ATP Championship Series (2) |
| ATP World (16)              |
| Гран-при (2)                |

### Одиночный разряд (13)

#### Победы (6)
| №  | Дата        | Турнир                                    | Покрытие | Соперник в финале   | Счёт в финале  |
| -- | ----------- | ----------------------------------------- | -------- | ------------------- | -------------- |
| 1. | 30 мар 1992 | Оэйраш, Португалия                        | Грунт    | Серхи Бругера       | 4-6, 6-2, 6-2  |
| 2. | 6 апр 1992  | Барселона, Испания                        | Грунт    | Магнус Густафссон   | 6-4, 7-63, 6-4 |
| 3. | 26 июл 1993 | Открытый чемпионат Нидерландов, Хилверсюм | Грунт    | Магнус Густафссон   | 6-1, 6-2, 6-3  |
| 4. | 8 ноя 1993  | Буэнос-Айрес, Аргентина                   | Грунт    | Альберто Берасатеги | 6-4, 6-4       |
| 5. | 28 мар 1994 | Оэйраш (2)                                | Грунт    | Андрей Медведев     | 4-6, 7-5, 6-4  |
| 6. | 8 авг 1994  | Открытый чемпионат Сан-Марино             | Грунт    | Оливер Гросс        | 6-1, 6-3       |

#### Поражения (7)
| №  | Дата        | Турнир                            | Покрытие | Соперник в финале   | Счёт в финале  |
| -- | ----------- | --------------------------------- | -------- | ------------------- | -------------- |
| 1. | 27 апр 1992 | Мадрид, Испания                   | Грунт    | Серхи Бругера       | 6-76, 2-6, 2-6 |
| 2. | 11 мая 1992 | Открытый чемпионат Италии, Рим    | Грунт    | Джим Курье          | 6-73, 0-6, 4-6 |
| 3. | 22 фев 1993 | Мехико, Мексика                   | Грунт    | Томас Мустер        | 2-6, 4-6       |
| 4. | 4 апр 1994  | Барселона, Испания                | Грунт    | Рихард Крайчек      | 4-6, 6-76, 2-6 |
| 5. | 12 июн 1995 | Порту, Португалия                 | Грунт    | Альберто Берасатеги | 6-3, 3-6, 4-6  |
| 6. | 21 авг 1995 | Открытый чемпионат Хорватии, Умаг | Грунт    | Томас Мустер        | 6-3, 6-75, 4-6 |
| 7. | 17 июн 1996 | Болонья, Италия                   | Грунт    | Альберто Берасатеги | 3-6, 4-6       |

### Парный разряд (8)

#### Победы (5)
| №  | Дата        | Турнир                        | Покрытие | Партнёр         | Соперники в финале                | Счёт в финале |
| -- | ----------- | ----------------------------- | -------- | --------------- | --------------------------------- | ------------- |
| 1. | 7 ноя 1988  | Буэнос-Айрес, Аргентина       | Грунт    | Хавьер Санчес   | Эдуардо Бенгоэчеа Хосе Луис Клерк | 6-3, 3-6, 6-3 |
| 2. | 11 сен 1989 | Мадрид, Испания               | Грунт    | Томас Карбонель | Франсиско Клавет Томаш Шмид       | 7-5, 6-3      |
| 3. | 29 июн 1991 | Открытый чемпионат Сан-Марино | Грунт    | Хорди Арресе    | Кристиан Миниусси Диего Перес     | 6-3, 3-6, 6-3 |
| 4. | 26 мар 1993 | Мадрид (2)                    | Грунт    | Томас Карбонель | Люк Дженсен Скотт Мелвилл         | 7-6, 6-2      |
| 5. | 8 ноя 1993  | Буэнос-Айрес (2)              | Грунт    | Томас Карбонель | Серхио Касаль Эмилио Санчес       | 6-4, 6-4      |

#### Поражения (3)
| №  | Дата        | Турнир            | Покрытие | Партнёр            | Соперники в финале              | Счёт в финале |
| -- | ----------- | ----------------- | -------- | ------------------ | ------------------------------- | ------------- |
| 1. | 24 сен 1990 | Палермо, Италия   | Грунт    | Орасио де ла Пенья | Серхио Касаль Эмилио Санчес     | 3-6, 4-6      |
| 2. | 10 июн 1991 | Флоренция, Италия | Грунт    | Хуан Карлос Багена | Ола Йонссон Магнус Ларссон      | 6-3, 1-6, 1-6 |
| 3. | 27 апр 1992 | Мадрид, Испания   | Грунт    | Франсиско Клавет   | Патрик Гэлбрайт Патрик Макинрой | 3-6, 2-6      |

### Командные турниры (1)
Поражение (1)
| Год  | Турнир                            | Покрытие | Команда                                      | Соперники в финале                                 | Счёт в финале |
| ---- | --------------------------------- | -------- | -------------------------------------------- | -------------------------------------------------- | ------------- |
| 1994 | Командный Кубок мира, Дюссельдорф | Грунт    | Испания · С. Бругера, Т. Карбонель, К. Коста | Германия · К. Браш, Б. Карбахер, П. Кюнен, М. Штих | 1-2           |

## Дальнейшая карьера
Уже в последние два года игровой карьеры Коста расстался со своим агентом и стал самостоятельно вести свои дела. В 2001 году он стал работать на профессиональное спортивное агентство IMG. Первым клиентом, с которым он самостоятельно подписал контракт, стал его соотечественник Давид Феррер, а вскоре был подписан контракт с 14-летней восходящей звездой испанского тенниса Рафаэлем Надалем. Коста остаётся агентом Надаля на протяжении более чем десяти лет.